# Ditrichophora fuscella
Ditrichophora fuscella är en tvåvingeart som först beskrevs av Christian Stenhammar 1844.  Ditrichophora fuscella ingår i släktet Ditrichophora och familjen vattenflugor. Arten är reproducerande i Sverige. Inga underarter finns listade i Catalogue of Life.